# Iván Rodríguez
Iván Rodríguez Torres (ur. 30 listopada 1971) – portorykański baseballista, który występował na pozycji łapacza.

## Przebieg kariery
W lipcu 1988 podpisał kontrakt jako wolny agent z Texas Rangers i początkowo występował w klubach farmerskich tego zespołu, między innymi w Tulsa Drillers, reprezentującym poziom Double-A, a także w Liga de Béisbol Profesional de Puerto Rico, zawodowej lidze baseballowej w Portoryko. W Major League Baseball zadebiutował 20 lipca 1991 w meczu przeciwko Chicago White Sox, w którym zaliczył pierwsze w karierze uderzenie. W głosowaniu do nagrody najlepszego debiutanta zajął czwarte miejsce. Rok później wystąpił po raz pierwszy w Meczu Gwiazd. 28 lipca 1994 roku był łapaczem w meczu, w którym Kenny Rogers rozegrał 14. w historii Major League perfect game. W 1999 mając średnią uderzeń 0,332 i slugging percentage 0,558, zdobywając 35 home runów, zaliczając 113 RBI został wybrany MVP American League.
W styczniu 2003 przeszedł jako wolny agent do Florida Marlins, z którym wystąpił w World Series; Marlins pokonali New York Yankees w sześciu meczach.
W lutym 2004 podpisał czteroletni kontrakt z Detroit Tigers wart 40 milionów dolarów. Dwa lata później wystąpił w World Series, w których Tigers ulegli St. Louis Cardinals w pięciu meczach. 12 lipca 2007 roku był łapaczem w meczu, w którym Justin Verlander rozegrał no-hittera. Występował jeszcze w New York Yankees, Houston Astros, Texas Rangers i Washington Nationals. Karierę zakończył w 2011 roku.

## Uhonorowanie
W styczniu 2017 został uhonorowany członkostwem w Baseball Hall of Fame. 12 sierpnia 2017 klub Texas Rangers zastrzegł należący do niego numer 7.

## Nagrody i wyróżnienia
| Nagroda/wyróżnienie           | Lata                                                                               | Źródło |
| MVP American League           | 1999                                                                               | [ 8 ]  |
| 14× All-Star                  | 1992, 1993, 1994, 1995, 1996, 1997, 1998, 1999, 2000, 2001, 2004, 2005, 2006, 2007 | [ 4 ]  |
| 13× Gold Glove Award          | 1992, 1993, 1994, 1995, 1996, 1997, 1998, 1999, 2000, 2001, 2004, 2006, 2007       | [ 4 ]  |
| 7× Silver Slugger Award       | 1994, 1995, 1996, 1997, 1998, 1999, 2004                                           | [ 4 ]  |
| Zwycięzca w World Series      | 2003                                                                               | [ 9 ]  |
| ALCS MVP                      | 2003                                                                               | [ 15 ] |
| Baseball Hall of Fame         | od 2017                                                                            | [ 13 ] |
| # 7 zastrzeżony przez Rangers | 2017                                                                               | [ 14 ] |